# Chou Kuei-Ming
Chou Kuei-Ming (24 de abril de 1971) es un deportista taiwanés que compitió en taekwondo. Ganó una medalla de plata en el Campeonato Asiático de Taekwondo de 1992 en la categoría de –64 kg.

## Palmarés internacional
| Representando a China Taipéi |                        |                  |           |
| Campeonato Asiático          |                        |                  |           |
| Año                          | Lugar                  | Medalla          | Categoría |
| 1992                         | Kuala Lumpur (Malasia) | Medalla de plata | –64 kg    |